# Russ Smith
Russ Anton Smith (Nueva York, Estado de Nueva York, 19 de abril de 1991) es un jugador de baloncesto estadounidense que juega en el Pallacanestro "Andrea Pasca" Nardò de la Serie A2 del baloncesto italiano. con 1,83 metros de altura, juega en la posición de base.
Smith jugó baloncesto universitario para los Louisville Cardinals. En su tercer año, fue nombrado en el tercer quinteto All-American por la NABC y la Sporting News.

## Trayectoria

### Instituto
Smith nació en la Ciudad de Nueva York y asistió al instituto "Archbishop Molloy High School" en Queens, Nueva York y jugó baloncesto para el entrenador "Jack Curran". Lideró la liga Católica de la Ciudad de Nueva York (Catholic High School Athletic Association) en anotación en su tercer año como junior con un promedio de 24,5 puntos por partido y en su último año como senior con un promedio de 29,6 puntos, también logró un promedio de 7,3 rebotes y 3,2 asistencias en su última campaña para la "Molloy Stanners". Su récord personal fue de 47 puntos, el cual logró dos veces en su último año contra los institutos "St. Francis Prep" y "Christ the King". Smith fue nombrado en el mejor quinteto estatal de "New York State Sportswriters Association" de 2009, también en el mejor quinteto de la liga Católica de la Ciudad de Nueva York (Catholic High School Athletic Association), y el mejor quinteto de Queens de New York Daily News en su último año como senior. Jugó en el partido regional del Jordan Brand Classic de 2009 en el Madison Square Garden el 18 de abril, donde anotó 27 puntos y ganó los honores de Co-MVP, ya que el equipo de su ciudad venció al equipo de Suburban 129 por 120. Smith jugó baloncesto en la preparatoria "South Kent School" en 2010 con un promedio de 19,7 puntos y 3,9 asistencias por partido donde South Kent logró el récord 20-12 en la temporada.

### Universidad
Reclutamiento
Louisville pasó por alto a Smith al principio, pero el entrenador asistente Steve Masiello que había conocido al padre de Smith desde que tenía 15 años, terminó pidiendo a Smith que se comprometiera con los Cardinals. El entrenador asistente Ralph Willard estaba en un viaje de reclutamiento con Masiello a South Kent en septiembre de 2009 mirando a otro jugador. Willard pensó que Smith sería perfecto para su sistema, solo después de que Lousville comenzara a fijarse seriamente a Smith. A Smith le gustó Louisville tanto que trató de comprometerse antes de que tuviera una oferta de beca. Houston, LaSalle, Baylor y Arizona mostraron interés por Smith antes de comprometerse con los Cardinals.
Primer año
Las lesiones limitaron el tiempo de juego de Smith en su primer año como freshman. Tuvo una lesión en un pie, una conmoción cerebral,  un pie torcido, y dolor de rodilla durante la temporada y sólo participó en 17 partidos. Smith estuvo tan desafortunado con las lesiones y la falta de tiempo de juego que decidió abandonar Louisville y volver a su casa. Incluso llamó a su madre y le informó que iba a regresar a su casa. Pero ese día contra West Virginia, el entrenador Pitino lo puso en cancha y le dijo que jugara duro. Logró 3 puntos, 2 rebotes, un robo, y jugó bien en defensa en sus nueve minutos de acción. Ayudó en la remontada de los Cardinals desde 11 abajo para ganar por 1, cuando su compañero Peyton Siva anotó una bandeja sobre la bocina. Después de eso, Smith decidió quedarse. Los Cardinals llegaron a la final de campeonato de la Big East Conference pero perdieron ante los Connecticut Huskies. Louisville terminó la temporada 25-10, 12-6 en la temporada 2010-11 de la Big East, empatando en el tercer puesto en la conferencia. Fueron la cabeza de serie número 4 en el Campeonado de la NCAA de 2011 de la regional suroeste pero fueron derrotados en la segunda ronda por el cabeza número 13 Morehead State en un partido de mucho suspense que finalizó 61 por 62.
Segundo año
Durante su segundo año como sophomore en 2011-12, Smith proporcionó una chispa desde el banquillo. Fue segundo en anotación a pesar de ser sexto en minutos jugados para los Cardinals. En enero de 2012, se ganó el apodo de "Russdiculous" que le dio el entrenador Rick Pitino, quien también nombró a un caballo de carreras con el mismo mote. Smith estableció el récord de la universidad de robos en una temporada con 87 en 39 partidos disputados. Louisville ganó cuatro partidos en cuatro noches para ganar el campeonato de la Big East de 2012. Los Cardinals avanzaron a la Final Four del campeonato de la NCAA de 2012, derrotó a la cabeza de la serie número 1 Michigan State 57 por 44 en la ronda "sweet sixteen" y derrotaron al n.º 7 Florida en la final de la regional, donde Smith lideró a Louisville con 19 puntos en el partido. Antes de perder en las semifinales nacional del archirrival y eventual campeón nacional Kentucky. Smith promedió 11,5 puntos, 2,5 rebotes, 1,9 asistencias y 2,2 robos por partido para los Cardinals, que finalizaron la temporada con el récord 30-10.
Tercer año

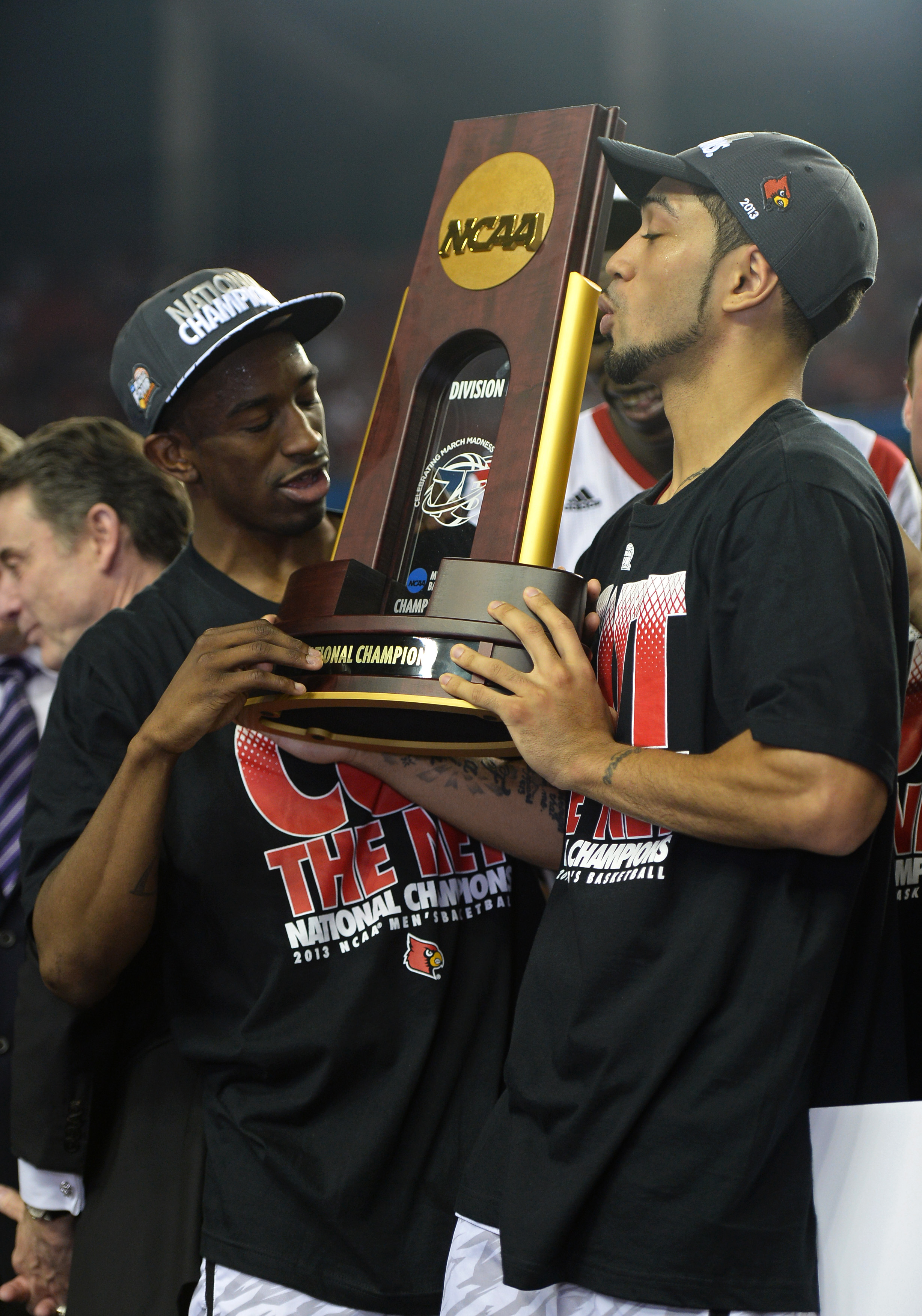
Smith (izquierda) y Peyton Siva (derecha) con el trofeo del Campeonato de la División I de Baloncesto Masculino de la NCAA de 2013.

Antes de la temporada 2012-13 de baloncesto del equipo masculino de Louisville Cardinals fue pronosticado para terminar primero en la Big East Conference en las encuestas realizadas por los periodistas deportivos y los entrenadores de la Big East. Louisville finalizó la temporada regular con un récord de 26-5 y 14-4 en la Big East para igualar la participación en el campeonato de la temporada regular de la Big East con Georgetown y Marquette, quienes también terminaron con un récord de conferencia 14-4. Smith se enteró de la muerte de su entrenador de instituto Jack Curran antes del comienzo del torneo de la Big East de 2013. Louisville jugó contra Villanova en su primer partido del torneo, Smith anotó 28 puntos y dijo "Hoy fue definitivamente el día del entrenador Curran para mí, y que será el resto de mi vida" en la entrevista de postpartido que se transmitió en vivo por ESPN. Russ fue nombrado en el mejor quinteto del torneo de la Big East y su equipo ganó el partido del campeonato del torneo de la Big East contra Syracuse por un marcador de 78-61 después de ir perdiendo por 13 al medio tiempo.
Lousville, con un récord de 29-5, fue seleccionado como la cabeza de la serie número 1 para el Campeonato de la NCAA de 2013. En sus primeros dos partidos del torneo de la NCAA en la "Rupp Arena" en Lexington, Kentucky registró 23 puntos contra North Carolina A&T y logró 27 puntos contra Colorado State. Los aficionados de Lousville le gustó tanto lo que Russ estaba haciendo sobre la pista que comenzaron a cantar "RussArena" cerca del final del partido contra Colorado State e hicieron un hashtag de Twitter #RussArena. Empató su récord personal de 31 puntos y los Cardinals derrotaron a los Oregon Ducks 77-69 en las semifinales de la regional en la ronda llamada "Sweet Sixteen", los octavos de final. En la victoria 85-63 de las finales de la regional de Louisville contra Duke, Smith registró 23 puntos, y posteriormente fue nombrado Mejor Jugador de la Regional Mediooeste del torneo. Durante el partido contra Duke, Smith fue testigo de la horrible fractura en la pierna de Kevin Ware que dejó al equipo muy devastado. Ware dijo: "Sólo tienen que ganar este partido para mí. Sólo tienen que ganar este partido. No se preocupen por mí, estoy bien." mientras era atendido por el personal médico que lo estaban preparando para trasportarlo al hospital. Louisville superó a Duke 64 a 43 después de la lesión de Ware y se acreditó la actitud positiva de Ware tras su lesión para conseguir la victoria. En el siguiente partido de Louisville, Smith anotó 21 puntos en la victoria 72-68 sobre Wichita State en la Final Four. Smith promedió 18.7 puntos, 3.3 rebotes, 2.9 asistencias y 2.1 robos por partido esta temporada con los Cardinals que ganaron el campeonato nacional sobro Michigan con un récord de 35-5.
Último año
El 24 de abril de 2013, Smith anunció que se quedaría en Louisville para su último año como senior. Fue nombrado uno de los 10 semifinalistas para el premio Naismith College Player of the Year al Jugador Universitario del Año. Louisville terminó la temporada regular con un récord de 26-5 y 15-3 en la American Athletic Conference quedaron empatados con Cincinnati, el primer lugar se decidió por un sorteo el cual ganaron estos últimos. En el primer partido de Louisville, Smith anotó 16 puntos y repartió 5 asistencias en la victoria 92 por 31 sobre Rutgers, Ninguno de los jugadores de Rutgers lograron dobles dígitos en puntos. En el segundo partido, Smith igualó su récord personal de 31 puntos en la victoria 94 por 65 sobre Houston en las semifinales de la conferencia. El 15 de marzo de 2014 en la final del campeonato de la American Athletic Conference, Smith logró 19 puntos y 5 robos en la victoria 71-61 sobre Connecticut logrando el primer título de la conferencia, Russ fue nombrado MVP del torneo. En el Campeonato de la División I de Baloncesto Masculino de la NCAA de 2014, Louisville fue eliminado en las semifinales de la regional en la ronda "Sweet 16" por Kentucky. Smith promedió 18,2 puntos, 4,5 asistencias y 3,3 rebotes en 37 partidos disputados.

### Profesional

#### NBA y G League
El 26 de junio de 2014, fue seleccionado el puesto número 47 en la segunda ronda del Draft de la NBA de 2014 por los Philadelphia 76ers. Al día siguiente, sus derechos fueron traspasado a New Orleans Pelicans a cambio de los derechos de Pierre Jackson.
En enero de 2015 es traspasado junto a Jeff Green a los Memphis Grizzlies en un traspaso a 3 bandas.
En verano de 2015, sería cedido al Iowa Energy de la NBA G League.
En 2016, tras finalizar su contrato con los Memphis Grizzlies, se incorpora a la plantilla de los Delaware 87ers de la NBA G League.
En la temporada 2016-17, firma por el Galatasaray, en el que juega hasta enero de 2017, cuando regresa a los Delaware 87ers de la NBA G League.

#### China
En 2017, se marcha a China para jugar en las filas del Luoyang Zhonghe. En su etapa en China jugaría durante tres temporadas defendiendo las camisetas de equipos como Fujian Sturgeons durante la temporada 2017-2018 y 2018-19 y Guizhou White Tigers durante la temporada 2019–2020.
En la temporada 2021-2022, regresa a Estados Unidos para jugar en los Fort Wayne Mad Ants de la NBA G League.

#### Europa
En verano de 2022, firma por el Hapoel Be'er Sheva de la Ligat Winner, pero en el mes de noviembre rescindiría su contrato con el conjunto israelí.
El 1 de diciembre de 2022, firma por el Pallacanestro "Andrea Pasca" Nardò de la Serie A2 del baloncesto italiano.

## Estadísticas de su carrera en la NBA

### Temporada regular
| Año     | Equipo      | PJ | PT | MPP | %TC  | %3P  | %TL  | RPP | APP | ROB | TPP | PPP |
| ------- | ----------- | -- | -- | --- | ---- | ---- | ---- | --- | --- | --- | --- | --- |
| 2014-15 | New Orleans | 6  | 0  | 4.8 | .200 | .167 | .000 | .5  | .3  | .0  | .0  | .8  |
| 2014-15 | Memphis     | 6  | 0  | 6.0 | .400 | .200 | .923 | .5  | 1.0 | .5  | .0  | 4.2 |
| Total   | Total       | 12 | 0  | 5.4 | .320 | .182 | .923 | .5  | .7  | .3  | .0  | 2.5 |